# 布列塔尼地区勒泰伊
布列塔尼地区勒泰伊（法語：Le Theil-de-Bretagne，法語發音：[lə tɛj də bʁətaɲ]）是法国伊勒-维莱讷省的一个市镇，位于该省东南部，属于富热尔-维特雷区。

## 地理
布列塔尼地区勒泰伊（47°55'10"N, 1°25'47"W）面积24.2 平方千米，位于法国布列塔尼大區伊勒-维莱讷省，该省份为法国西北部沿海省份，位于布列塔尼半岛东部，北濒大西洋，西接阿摩尔滨海省和莫尔比昂省，南至大西洋卢瓦尔省，西南端接曼恩-卢瓦尔省，东临马耶讷省，东北与芒什省接壤。
与布列塔尼地区勒泰伊接壤的市镇（或旧市镇、城区）包括：埃塞、科埃姆、讓澤、马尔西耶罗贝尔、勒捷、圣科隆布。

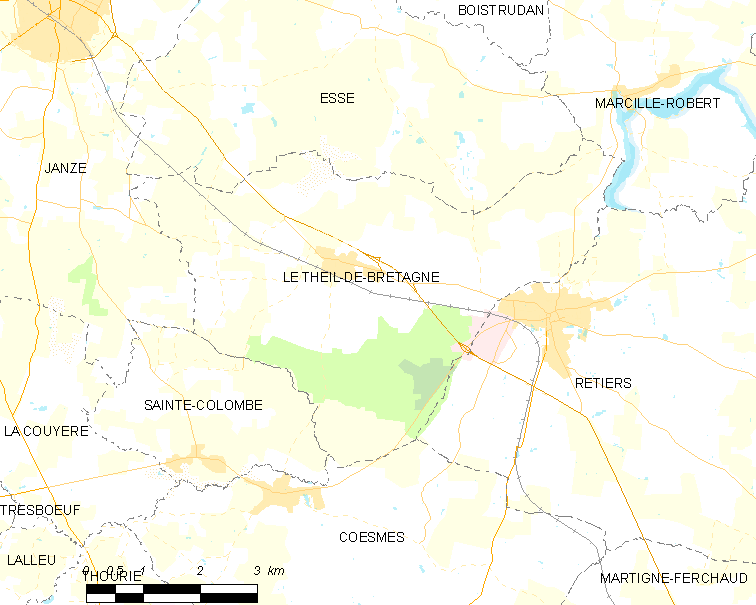
布列塔尼地区勒泰伊的OSM定位图

布列塔尼地区勒泰伊的时区为UTC+01:00、UTC+02:00（夏令时）。

## 行政
布列塔尼地区勒泰伊的邮政编码为35240，INSEE市镇编码为35333。

## 政治
布列塔尼地区勒泰伊所属的省级选区为布列塔尼地区拉盖尔什县。

## 人口

1962-2008年间布列塔尼地区勒泰伊人口变化图示

布列塔尼地区勒泰伊于2022年1月1日时的人口数量为1720人。